# Fachkommission Fluchtursachen
Die Fachkommission Fluchtursachen der Bundesregierung wurde am 3. Juli 2019 durch Kabinettbeschluss eingesetzt. Sie bestand aus 24 Experten aus Wissenschaft und Praxis und hat der Bundesregierung und dem Bundestag am 18. Mai 2021 ihre Empfehlungen für das deutsche Engagement zur Minderung von Ursachen von Flucht und irregulärer Migration vorgelegt. Die Kommission war geschlechterparitätisch besetzt, ihre Auftaktsitzung hat am 2. Oktober 2019 stattgefunden. Den Vorsitz nahmen Gerda Hasselfeldt, Präsidentin des Deutschen Roten Kreuzes, und Bärbel Dieckmann, ehemalige Präsidentin der Welthungerhilfe, gleichberechtigt wahr.
Neben den originären Auslösern von Flucht und irregulärer Migration sollte bei der Kommissionsarbeit auch die Situation in regionalen Aufnahme- und Transitländern mit Blick auf die Ursachen für Weiterbewegungen berücksichtigt werden. Auftrag war, in einem Abschlussbericht dem Deutschen Bundestag und der Bundesregierung konkrete Vorschläge für kurz-, mittel- und langfristig umsetzbare und wirksame Maßnahmen für das zukünftige Engagement der Bundesregierung und der Europäischen Union zu unterbreiten.

## Mitglieder
Die Mitglieder der Fachkommission waren in ihrer Arbeit unabhängig. Sie wurden von einem Sekretariat unterstützt, das im Bundesministerium für wirtschaftliche Zusammenarbeit und Entwicklung (BMZ) eingerichtet war und vom Bundesministerium des Innern, für Bau und Heimat (BMI) sowie dem Auswärtigen Amt (AA) unterstützt wurde. Weitere Ressorts wurden, soweit inhaltlich betroffen, eingebunden.

### Vorsitzende
1. Bärbel Dieckmann, Ehemalige Präsidentin der Welthungerhilfe
2. Gerda Hasselfeldt, Präsidentin Deutsches Rotes Kreuz

### Mitglieder
1. Steffen Angenendt, Leiter der Forschungsgruppe Globale Fragen, Stiftung Wissenschaft und Politik (Projekt „Fluchtbewegungen und Entwicklungszusammenarbeit“), Global Migration Data Analysis Centre (GMDAC), Stiftungsrat des Berlin-Instituts für Bevölkerung und Entwicklung
2. Asfa-Wossen Asserate, Unternehmensberater, Autor, politischer Analyst, Vorsitzender des Kuratoriums der Deutschen Afrika Stiftung
3. Dominik Bartsch, Repräsentant des UNHCR in Jordanien; bis 31. Januar 2020 Repräsentant des UNHCR in Deutschland
4. Thomas Bauer, Professor für Empirische Wirtschaftsforschung an der Ruhr-Universität Bochum und Vizepräsident des RWI-Leibniz-Institut für Wirtschaftsforschung, ehem. Vorsitzender des Sachverständigenrats deutscher Stiftungen für Integration und Migration
5. Bernd Bornhorst, Vorsitzender von VENRO und Leiter der Abteilung Politik und globale Zukunftsfragen bei Misereor
6. Fred-Eric Essam, Gründer und Vorsitzender von ident.africa e.V.
7. Cornelia Füllkrug-Weitzel, Ehemalige Präsidentin von Brot für die Welt und stellvertretende Vorsitzende des Evangelischen Werkes für Diakonie und Entwicklung
8. Rolf Huber, Geschäftsführender Vorstand der Siemens-Stiftung zuständig für Entwicklungskooperation
9. Alisa Kaps, Entwicklungspolitische Referentin bei der Deutschen Stiftung Weltbevölkerung; bis 31. Dezember 2020 Ressortleiterin Internationale Demographie am Berlin-Institut für Bevölkerung und Entwicklung
10. Ute Klamert, Beigeordnete Exekutivdirektorin World Food Programme
11. Gerald Knaus, Mitgründer und Vorsitzender des Think Tanks European Stability Initiative (ESI)
12. Heike Krieger, Universitätsprofessorin für Öffentliches Recht und Völkerrecht an der FU Berlin, Max Planck Fellow am Max-Planck-Institut für ausländisches öffentliches Recht Heidelberg/Berlin
13. Boniface Mabanza Bambu, Koordinator der Kirchlichen Arbeitsstelle Südliches Afrika (KASA) mit Schwerpunktthemen Handels-, Investitionspolitik und Unternehmensverantwortung, D. Sölle-Preis 2015 für konsequenten Einsatz für afrikanische Perspektiven in Europa
14. Annette Massmann, Geschäftsführerin der GLS Zukunftsstiftung Entwicklung
15. Dirk Messner, Präsident des Umweltbundesamtes, Co-Chair WBGU
16. Sylvie Nantcha, Bundesvorsitzende TANG (The African Network Germany), ehem. Stadträtin in Freiburg
17. Victoria Rietig, Leiterin Migrationsprogramm, Deutsche Gesellschaft für Auswärtige Politik e.V.
18. Jürgen Scheffran, Centrum für Erdsystemforschung und Nachhaltigkeit der Universität Hamburg, Leiter Forschungsgruppe Klimawandel und Sicherheit (CLISEC)
19. Julia Steets, Direktorin Global Public Policy Institute
20. Christa Stolle, Geschäftsführende Vorstandsfrau, Terre des Femmes
21. Düzen Tekkal, Gründerin und Vorsitzende der Menschenrechtsorganisation Hawar.Help g.e.V.
22. Volker Treier, Außenwirtschaftschef und Mitglied der Hauptgeschäftsführung des DIHK

## Entstehung und Hintergrund
Die Einsetzung einer Kommission Fluchtursachen, die der Bundesregierung und dem Bundestag konkrete Vorschläge unterbreiten soll, wurde im Koalitionsvertrag zwischen CDU, CSU und SPD vom 12. März 2018 für die 19. Legislaturperiode in Kapitel VIII (Zuwanderung steuern – Integration fordern und unterstützen) in Absatz 1 (Flüchtlingspolitik), vereinbart (Zeilennummern 4826–4827). Vorausgegangen war, dass mehr als 150 Träger des Bundesverdienstkreuzes vom Bundestag die Einrichtung einer Enquete-Kommission zur Bekämpfung von Fluchtursachen gefordert hatten. Die Koalitionsfraktionen haben anschließend festgelegt, die Kommission als Fachkommission der Regierung beim BMZ anzusiedeln. Sie wurde insoweit der Fachkommission Integrationsfähigkeit nachgebildet, die in derselben Legislaturperiode auf der Grundlage des Koalitionsvertrags arbeitete.
Dem Jahresbericht des Hochkommissariats der Vereinten Nationen für Flüchtlinge (UNHCR) zufolge waren zur Zeit der Kommissionstätigkeit (UNHCR Global Trends 2019) knapp 80 Mio. Menschen weltweit vertrieben, davon mehr als die Hälfte als Binnenvertriebene. Knapp drei Viertel aller Flüchtlingen lebten im direkten Nachbarland; 85 Prozent der Flüchtlinge weltweit finden Zuflucht in Entwicklungs- oder Schwellenländern. Hinzu kommt eine nicht bezifferte Zahl irregulärer Migranten. Die Hintergründe für Flucht und irreguläre Migration sind vielfältig. Die Fachkommission sollte sich daher mit dem breiten Spektrum an flucht- und migrationsrelevanten Themen – von Konflikten, Menschenrechtsverletzungen und politischer Verfolgung bis hin zur Ressourcenknappheit, struktureller Ernährungsunsicherheit, Ungleichheit oder den Folgen des Klimawandels – beschäftigen. Neben der Analyse aktueller Zusammenhänge sollte ein Ausblick auf die künftige Entwicklung (Szenarien) wesentlicher Ursachen von Flucht und irregulärer Migration gegeben werden.

## Bericht
Der Bericht „Krisen vorbeugen, Perspektiven schaffen, Menschen schützen“ erläutert zunächst zentrale Begriffe und Rechtsgrundlagen und skizziert auf Grundlage vorliegender Daten fünf aktuelle Trends zu Flucht und irregulärer Migration. Die Fachkommission analysiert anschließend die Ursachen der Wanderungsbewegungen und bietet einen Ausblick auf künftige Entwicklungen. Dabei werden die Auswirkungen der Covid-19-Pandemie als Treiber von Flucht und Migration berücksichtigt. Aus dieser Analyse werden Handlungsempfehlungen in fünf Handlungsfeldern entwickelt, in denen die Bundesregierung und der Bundestag eng aufeinander abgestimmte Maßnahmen ergreifen sollten: 1. Krisen vorbeugen und Konflikte bewältigen; 2. Lebensgrundlagen sichern und Entwicklungsperspektiven eröffnen; 3. Den Klimawandel aufhalten und seine Auswirkungen solidarisch bewältigen; 4. Flüchtlinge, Vertriebene und Aufnahmeländer unterstützen; 5. Deutsche und europäische Flucht- und Migrationspolitik menschlich und kohärent gestalten. Ein Schlaglicht beleuchtet den Beitrag digitaler Technologien. Am Ende des Kapitels stehen handlungsfeldübergreifende Empfehlungen für eine ausreichende, mehrjährige, flexible und gezielte Finanzierung von Maßnahmen zur Reduzierung der Ursachen von Flucht und irregulärer Migration.
Die Mitglieder der Fachkommission schlagen im Schlusskapitel 15 zentrale Empfehlungen vor, die in die Verhandlungen zur Regierungsbildung im Herbst 2021 einfließen und in der nächsten Legislaturperiode prioritär in Angriff genommen werden sollten. Diese 15 Weichenstellungen stellen ein umfassendes Maßnahmenpaket dar, mit dem aus Sicht der Autoren die wichtigsten Faktoren für Flucht und irreguläre Migration zusammenhängend adressiert werden.